# 100挺のライフル
100挺のライフル（ひゃくちょうのライフル、英: 100 Rifles）は、1968年制作の西部劇である。
ロバート・マクラウドの小説『カリフォルニア人』を、『ウィル・ペニー』のトム・グリースが映画化した作品である。出演はジム・ブラウン、ラクエル・ウェルチ、バート・レイノルズなど。音楽はジェリー・ゴールドスミスが担当。白人と黒人のラブ・シーンを、始めてスクリーンに映し出した映画といわれている。

## あらすじ
1912年、メキシコにインディアンの叛乱が起きた頃、ノガレスの町では先住民を反乱者とみなして討伐軍の総督ベルドゥーゴらが大虐殺を行っていた。そこへ、銀行強盗を行い逃走中のジョーを追う黒人の警官ライデッカーがやってくる。ノガレスでジョーを見つけたライデッカーだったが、ベルドゥーゴによって2人とも捕らえられてしまう。ライデッカーは、ジョーと協力し討伐軍と戦うことを決意する。

## キャスト
| 役名                 | 俳優                 | 日本語吹替 | 日本語吹替   |
| 役名                 | 俳優                 | 東京12ch版 | 日本テレビ版 |
| -------------------- | -------------------- | ---------- | ------------ |
| ライデッカー         | ジム・ブラウン       | 中田浩二   | 中丸忠雄     |
| サリータ             | ラクエル・ウェルチ   | 此島愛子   | 根岸明美     |
| ヤキ・ジョー・エレラ | バート・レイノルズ   | 小林清志   | 小林勝彦     |
| ベルドゥーゴ         | フェルナンド・ラマス | 大塚周夫   | 木村元       |
| グライムス           | ダン・オハーリー     |            | 高木均       |

- 日本テレビ版：初回放送1976年5月26日『水曜ロードショー』